# ادوارد توماس دانیل
ادوارد توماس دانیل (به انگلیسی: Edward Thomas Daniell) (۶ ژوئن ۱۸۰۴–۲۴ سپتامبر ۱۸۴۲) یک هنرمند انگلیسی بود که به خاطر حکاکی‌ها و نقاشی‌های منظره ای که او در حین سفر به خاورمیانه از جمله لیکیا بخشی از ترکیه امروزی ساخته بود، معروف بود. او با دانشکده نقاشی نوریچ ارتباط داشت.
دانیل در لندن متولد شد و در نورویش تحصیل کرد. جایی که او توسط جان کروم و جوزف استنرد هنر را فرا گرفت. او به یک حامی هنر تبدیل شد و طرفدار جان لینل به عنوان یک هنرمند برجسته بود. او به مصر، فلسطین و سوریه سفر کرد و با عضویت در یک مؤسسه در لیکیا (بخشی از ترکیه امروزی) به یک تصویرگر باستانی تبدیل شد. او مالاریا داشت و زمانی که به آدالیا(آنتالیا امروزی) سفر می‌کند بر اثر حمله دوم بیماری فوت می‌کند. او سبک خاصی در نقاشی با آبرنگ داشت، بیشتر رنگ‌های مورد استفادهٔ او قهوه‌ای، صورتی قهوه‌ای و گامبوژ بود.